# Milan Associazione Calcio 1979-1980
Questa voce raccoglie le informazioni riguardanti il Milan Associazione Calcio nelle competizioni ufficiali della stagione 1979-1980.

## Stagione

La squadra attende le decisioni arbitrali nella sfida interna col del 25 novembre 1979, sospesa per nebbia: nell'occasione i rossoneri avevano portato al debutto, per la prima volta nel calcio italiano, delle maglie coi nomi dei giocatori.

Presentatosi ai nastri di partenza della stagione con una rosa rimasta immutata (gli unici acquisti di rilievo sono il centrocampista Francesco Romano e l'attaccante Giuseppe Galluzzo, entrambi di prospettiva e provenienti, rispettivamente, dalla Reggiana e dal Lecco), ma con l'ex giocatore Massimo Giacomini alla guida tecnica, il Milan tenta inizialmente l'inseguimento dei rivali interisti per poi perdere il passo all'inizio del girone di ritorno e abdicare nella difesa dello scudetto, concludendo il torneo al terzo posto, a cinque punti dai nerazzurri campioni.
In Coppa Italia il Milan supera il primo turno vincendo il proprio girone eliminatorio, grazie alle vittorie con Monza, Pisa e Genoa e al pareggio con il Pescara. Nei quarti di finale i rossoneri vengono eliminati dalla Roma, futura vincitrice dell'edizione, che incamera la qualificazione già all'andata grazie al netto 4-0 imposto a San Siro ai padroni di casa, con questi ultimi che poi non vanno al di là del 2-2 nel retour match all'Olimpico.
Non ha migliore fortuna l'avventura in Coppa dei Campioni dove il Milan viene eliminato già nei sedicesimi di finale dal Porto, che, dopo il pareggio a reti inviolate nella gara di andata in Portogallo, vince per 1-0 la sfida di ritorno a Milano con un gol di Duda. Tale sconfitta interna mette fine a una serie di risultati utili casalinghi dei Rossoneri in Europa che perdurava da venti anni.
Verso la fine della stagione emergono delle pesanti prove sul coinvolgimento della squadra nello scandalo del Totonero, riguardante un giro di compravendite di risultati per le vincite delle scommesse clandestine; a impelagare i lombardi c'è la partita Milan-Lazio del 6 gennaio 1980, vinta sul campo per 2-1 dai padroni di casa. Dal processo federale che ne segue, i vari tesserati e dirigenti coinvolti subiscono pesanti squalifiche: per quanto concerne i colori rossoneri, arriva l'inibizione a vita per il presidente Felice Colombo e squalifiche ai calciatori Enrico Albertosi, Giorgio Morini e Stefano Chiodi, rispettivamente di quattro anni, un anno e sei mesi, mentre la squadra viene declassata all'ultima posizione e retrocessa d'ufficio in Serie B. Ciò, nell'immediato, fa saltare le future operazioni di calciomercato che avrebbero previsto l'acquisto di Bruno Giordano e Paulo Roberto Falcão.
Successivamente, con l'indagine della magistratura ordinaria, emerge che Colombo aveva pagato le vincite sulle scommesse relative a quella partita con assegni: a incastrarlo sono le loro matrici. La giustizia ordinaria assolve tutti i protagonisti di quella vicenda, in quanto non vi è truffa ai danni degli scommettitori.

## Divise

Una fase dell'incontro -Milan (5ª giornata di Serie A); in secondo piano Aldo Bet con la terza maglia blu perugina, usata dai milanisti a causa di un disguido.

Nella prima stagione in cui la maglia del Milan può ospitare la stella viene confermata la tradizionale divisa della squadra, rossonera con righe strette, prodotta da adidas: apparirà per l'ultima volta il 6 gennaio 1980. La divisa di riserva è una maglia bianca con spalle e colletto rossi e neri, pantaloncini bianchi e calzettoni bianchi con risvolto rossonero.
Nel frattempo il 25 novembre 1979, in occasione della sfida casalinga contro il Napoli, era stata introdotta una nuova divisa rossonera che vedeva il ritorno delle righe larghe e, soprattutto, la stampa in via sperimentale del nome del giocatore nella parte posteriore della maglia, una novità assoluta nella storia del calcio italiano (seppur, in questo caso, di breve durata); queste nuove maglie, prodotte dal marchio Linea Milan, presentano inoltre un nuovo stemma sociale, costituito da un diavolo stilizzato.
Nella partita Perugia-Milan del 14 ottobre 1979 i rossoneri indossarono eccezionalmente la terza maglia blu dei padroni di casa, poiché il magazziniere dimenticò a Milanello la seconda divisa milanista bianca.
| Casa (1ª versione) | Casa (2ª versione) | Trasferta | Portiere |

## Organigramma societario
Area direttiva
- Presidente: Felice Colombo
- Vice presidente: Gianni Rivera[11]

Area tecnica
- Direttore sportivo: Alessandro Vitali
- Allenatore: Massimo Giacomini
- Allenatore in seconda: Giuliano Zoratti
- Preparatore atletico: Aristide Facchini

Area sanitaria
- Medico sociale: Giovanni Battista Monti
- Massaggiatori: Paolo Mariconti, Ruggero Ribolzi

## Rosa

Lo stopper Fulvio Collovati, pluripresente della stagione.

| N. |                   | Ruolo | Calciatore                   |
| -- | ----------------- | ----- | ---------------------------- |
|    | Italia (bandiera) | P     | Enrico Albertosi             |
|    | Italia (bandiera) | P     | Francesco Navazzotti         |
|    | Italia (bandiera) | P     | Antonio Rigamonti            |
|    | Italia (bandiera) | D     | Franco Baresi                |
|    | Italia (bandiera) | D     | Aldo Bet                     |
|    | Italia (bandiera) | D     | Fulvio Collovati             |
|    | Italia (bandiera) | D     | Aldo Maldera (vice capitano) |
|    | Italia (bandiera) | D     | Alberto Minoia               |
|    | Italia (bandiera) | C     | Sergio Battistini            |
|    | Italia (bandiera) | C     | Alberto Bigon (capitano)     |
|    | Italia (bandiera) | C     | Ruben Buriani                |

| N. |                   | Ruolo | Calciatore        |
| -- | ----------------- | ----- | ----------------- |
|    | Italia (bandiera) | C     | Fabio Capello     |
|    | Italia (bandiera) | C     | Gabriello Carotti |
|    | Italia (bandiera) | C     | Walter De Vecchi  |
|    | Italia (bandiera) | C     | Giorgio Morini    |
|    | Italia (bandiera) | C     | Walter Novellino  |
|    | Italia (bandiera) | C     | Francesco Romano  |
|    | Italia (bandiera) | A     | Roberto Antonelli |
|    | Italia (bandiera) | A     | Stefano Chiodi    |
|    | Italia (bandiera) | A     | Giuseppe Galluzzo |
|    | Italia (bandiera) | A     | Roberto Mandressi |

## Calciomercato
| Acquisti | Acquisti          | Acquisti | Acquisti   |
| R.       | Nome              | da       | Modalità   |
| -------- | ----------------- | -------- | ---------- |
| C        | Francesco Romano  | Reggiana | definitivo |
| A        | Giuseppe Galluzzo | Lecco    | definitivo |

| Cessioni | Cessioni         | Cessioni  | Cessioni      |
| R.       | Nome             | a         | Modalità      |
| -------- | ---------------- | --------- | ------------- |
| D        | Simone Boldini   | Ascoli    | definitivo    |
| C        | Gianni Rivera    | -         | fine carriera |
| A        | Giovanni Sartori | Sampdoria | definitivo    |

## Risultati

### Serie A

#### Girone di andata
| Roma 16 settembre 1979 1ª giornata | Roma               | 0 – 0 referto | Milan | Stadio Olimpico (74 759 spett.)\| Arbitro: \| Michelotti (Parma) \| |
| Arbitro:                           | Michelotti (Parma) |               |       |                                                                     |

| Arbitro: | Menegali (Roma) |

|            |           |  |
| Chiodi 21’ | Marcatori |  |

| Cagliari 30 settembre 1979 3ª giornata | Cagliari            | 0 – 0 referto | Milan | Stadio Sant'Elia (46 302 spett.)\| Arbitro: \| Menicucci (Firenze) \| |
| Arbitro:                               | Menicucci (Firenze) |               |       |                                                                       |

| Arbitro: | Agnolin (Bassano del Grappa) |

|                            |           |              |
| Novellino 7’ Antonelli 44’ | Marcatori | 46’ Tardelli |

| Arbitro: | Ciulli (Roma) |

|          |           |             |
| Rossi 1’ | Marcatori | 36’ Carotti |

| Arbitro: | Lo Bello (Siracusa) |

|                                  |           |  |
| Romano 9’ Chiodi 20’ (rig.), 47’ | Marcatori |  |

| Arbitro: | Menicucci (Firenze) |

|                     |           |  |
| Beccalossi 14’, 84’ | Marcatori |  |

| Arbitro: | Lattanzi (Roma) |

|                                   |           |  |
| Maldera 37’ Di Gennaro 42’ (aut.) | Marcatori |  |

| Arbitro: | Menegali (Roma) |

|  |           |               |
|  | Marcatori | 88’ Novellino |

| Arbitro: | Longhi (Roma) |

|                     |           |                        |
| Ferrario 64’ (aut.) | Marcatori | 63’ Filippi 75’ Marino |

| Milano 2 dicembre 1979 11ª giornata | Milan             | 0 – 0 referto | Udinese | Stadio San Siro (28 460 spett.)\| Arbitro: \| Mattei (Macerata) \| |
| Arbitro:                            | Mattei (Macerata) |               |         |                                                                    |

| Arbitro: | Lo Bello (Siracusa) |

|  |           |               |
|  | Marcatori | 50’ De Vecchi |

| Milano 16 dicembre 1979 13ª giornata | Milan                        | 0 – 0 referto | Catanzaro | Stadio San Siro (36 473 spett.)\| Arbitro: \| Agnolin (Bassano del Grappa) \| |
| Arbitro:                             | Agnolin (Bassano del Grappa) |               |           |                                                                               |

| Arbitro: | Menegali (Roma) |

|                            |           |                      |
| Cinquetti 3’ Negrisolo 78’ | Marcatori | 22’ (aut.) Prestanti |

| Arbitro: | Michelotti (Parma) |

|                |           |              |
| Chiodi 4’, 39’ | Marcatori | 90’ Giordano |

#### Girone di ritorno
| Milano 13 gennaio 1980 16ª giornata | Milan             | 0 – 0 referto | Roma | Stadio San Siro (36 132 spett.)\| Arbitro: \| Bergamo (Livorno) \| |
| Arbitro:                            | Bergamo (Livorno) |               |      |                                                                    |

| Arbitro: | Lo Bello (Siracusa) |

|              |           |  |
| Cattaneo 50’ | Marcatori |  |

| Arbitro: | Agnolin (Bassano del Grappa) |

|                           |           |  |
| De Vecchi 27’ Buriani 79’ | Marcatori |  |

| Arbitro: | D'Elia (Salerno) |

|                                |           |               |
| Maldera 66’ (aut.) Bettega 78’ | Marcatori | 10’ De Vecchi |

| Arbitro: | Benedetti (Roma) |

|               |           |  |
| Antonelli 74’ | Marcatori |  |

| Ascoli Piceno 24 febbraio 1980 21ª giornata | Ascoli          | 0 – 0 referto | Milan | Stadio Cino e Lillo Del Duca (28 114 spett.)\| Arbitro: \| Lattanzi (Roma) \| |
| Arbitro:                                    | Lattanzi (Roma) |               |       |                                                                               |

| Arbitro: | Agnolin (Bassano del Grappa) |

|  |           |            |
|  | Marcatori | 77’ Oriali |

| Arbitro: | Reggiani (Bologna) |

|                   |           |                     |
| Chiodi 44’ (aut.) | Marcatori | 79’ (aut.) Desolati |

| Arbitro: | Pieri (Genova) |

|  |           |                           |
|  | Marcatori | 31’ Zaccarelli 79’ Pulici |

| Arbitro: | Michelotti (Parma) |

|  |           |           |
|  | Marcatori | 52’ Bigon |

| Arbitro: | Paparesta (Bari) |

|                  |           |           |
| Vriz 72’ Pin 84’ | Marcatori | 15’ Bigon |

| Arbitro: | Lattanzi (Roma) |

|                                                       |           |  |
| Colomba 20’ (aut.) Maldera 25’ Chiodi 55’ (rig.), 63’ | Marcatori |  |

| Arbitro: | Mattei (Macerata) |

|  |           |                                              |
|  | Marcatori | 12’ Galluzzo 29’ Antonelli 48’ (aut.) Groppi |

| Arbitro: | Tani (Livorno) |

|                               |           |            |
| Maldera 9’, 56’ De Vecchi 69’ | Marcatori | 57’ Nobili |

| Arbitro: | Patrussi (Ravenna) |

|  |           |                         |
|  | Marcatori | 9’ Galluzzo 80’ Carotti |

### Coppa Italia

#### Primo turno
| Arbitro: | Lops (Torino) |

|                               |           |  |
| Chiodi 67’ (rig.), 84’ (rig.) | Marcatori |  |

| Arbitro: | Ciulli (Roma) |

|             |           |                        |
| Barbana 73’ | Marcatori | 30’ Chiodi 84’ Maldera |

| Arbitro: | Menegali (Roma) |

|             |           |               |
| Repetto 56’ | Marcatori | 76’ Collovati |

| Arbitro: | D'Elia (Salerno) |

|                                 |           |                    |
| Chiodi 38’ (rig.) Antonelli 44’ | Marcatori | 40’ (rig.) Manfrin |

#### Fase finale
| Arbitro: | Michelotti (Parma) |

|  |           |                                                   |
|  | Marcatori | 18’ Benetti 24’ (aut.) Bet 30’ Conti 86’ Ugolotti |

| Arbitro: | Reggiani (Bologna) |

|                              |           |                       |
| Minoia 21’ (aut.) Pruzzo 58’ | Marcatori | 63’ Capello 74’ Bigon |

### Coppa dei Campioni
| Porto 19 settembre 1979 Sedicesimi di finale - Andata | Porto    | 0 – 0 referto | Milan | Estádio das Antas (75 000 spett.)\| Arbitro: \| Linemayr \| |
| Arbitro:                                              | Linemayr |               |       |                                                             |

| Arbitro: | Ok |

|  |           |          |
|  | Marcatori | 60’ Duda |

## Statistiche

### Statistiche di squadra
| Competizione       | Punti | In casa | In casa | In casa | In casa | In casa | In casa | In trasferta | In trasferta | In trasferta | In trasferta | In trasferta | In trasferta | Totale | Totale | Totale | Totale | Totale | Totale | DR  |
| Competizione       | Punti | G       | V       | N       | P       | Gf      | Gs      | G            | V            | N            | P            | Gf           | Gs           | G      | V      | N      | P      | Gf     | Gs     | DR  |
| ------------------ | ----- | ------- | ------- | ------- | ------- | ------- | ------- | ------------ | ------------ | ------------ | ------------ | ------------ | ------------ | ------ | ------ | ------ | ------ | ------ | ------ | --- |
| Serie A            | 36    | 15      | 9       | 3       | 3       | 22      | 8       | 15           | 5            | 5            | 5            | 12           | 11           | 30     | 14     | 8      | 8      | 34     | 19     | +15 |
| Coppa Italia       | -     | 3       | 2       | 0       | 1       | 4       | 5       | 3            | 1            | 2            | 0            | 5            | 4            | 6      | 3      | 2      | 1      | 9      | 9      | 0   |
| Coppa dei Campioni | -     | 1       | 0       | 0       | 1       | 0       | 1       | 1            | 0            | 1            | 0            | 0            | 0            | 2      | 0      | 1      | 1      | 0      | 1      | -1  |
| Totale             | -     | 19      | 11      | 3       | 5       | 26      | 14      | 19           | 6            | 8            | 5            | 17           | 15           | 38     | 17     | 11     | 10     | 43     | 29     | +14 |

### Statistiche dei giocatori
Fonte: 
| Giocatore     | Serie A  | Serie A | Serie A     | Serie A    | Coppa Italia | Coppa Italia | Coppa Italia | Coppa Italia | Coppa dei Campioni | Coppa dei Campioni | Coppa dei Campioni | Coppa dei Campioni | Totale   | Totale | Totale      | Totale     |
| Giocatore     | Presenze | Reti    | Ammonizioni | Espulsioni | Presenze     | Reti         | Ammonizioni  | Espulsioni   | Presenze           | Reti               | Ammonizioni        | Espulsioni         | Presenze | Reti   | Ammonizioni | Espulsioni |
| ------------- | -------- | ------- | ----------- | ---------- | ------------ | ------------ | ------------ | ------------ | ------------------ | ------------------ | ------------------ | ------------------ | -------- | ------ | ----------- | ---------- |
| E. Albertosi  | 20       | -12     | ?           | ?          | 6            | -9           | ?            | ?            | 2                  | -1                 | ?                  | ?                  | 28       | -22    | ?           | ?          |
| R. Antonelli  | 26       | 3       | ?           | 1          | 4            | 1            | ?            | ?            | 2                  | 0                  | ?                  | ?                  | 32       | 4      | ?           | 1+         |
| F. Baresi     | 28       | 0       | ?           | ?          | 6            | 0            | ?            | ?            | 1                  | 0                  | ?                  | ?                  | 35       | 0      | ?           | ?          |
| S. Battistini | 0        | 0       | 0           | 0          | 1            | 0            | ?            | ?            | 0                  | 0                  | 0                  | 0                  | 1        | 0      | 0+          | 0+         |
| A. Bet        | 14       | 0       | ?           | ?          | 6            | 0            | ?            | ?            | 1                  | 0                  | ?                  | ?                  | 21       | 0      | ?           | ?          |
| A. Bigon      | 18       | 2       | ?           | ?          | 6            | 1            | ?            | ?            | 2                  | 0                  | ?                  | ?                  | 26       | 3      | ?           | ?          |
| R. Buriani    | 30       | 1       | ?           | ?          | 5            | 0            | ?            | ?            | 2                  | 0                  | ?                  | ?                  | 37       | 1      | ?           | ?          |
| F. Capello    | 3        | 0       | ?           | ?          | 1            | 1            | ?            | ?            | 0                  | 0                  | 0                  | 0                  | 4        | 1      | 0+          | 0+         |
| G. Carotti    | 15       | 2       | ?           | ?          | 3            | 0            | ?            | ?            | 2                  | 0                  | ?                  | ?                  | 20       | 2      | ?           | ?          |
| S. Chiodi     | 26       | 7       | ?           | ?          | 6            | 4            | ?            | ?            | 2                  | 0                  | ?                  | ?                  | 34       | 11     | ?           | ?          |
| F. Collovati  | 30       | 0       | ?           | ?          | 6            | 1            | ?            | ?            | 2                  | 0                  | ?                  | ?                  | 38       | 1      | ?           | ?          |
| W. De Vecchi  | 29       | 4       | ?           | ?          | 4            | 0            | ?            | ?            | 2                  | 0                  | ?                  | ?                  | 35       | 4      | ?           | ?          |
| G. Galluzzo   | 4        | 2       | ?           | ?          | 3            | 0            | ?            | ?            | 2                  | 0                  | ?                  | ?                  | 9        | 2      | ?           | ?          |
| A. Maldera    | 28       | 4       | ?           | ?          | 5            | 1            | ?            | ?            | 2                  | 0                  | ?                  | ?                  | 35       | 5      | ?           | ?          |
| R. Mandressi  | 3        | 0       | ?           | ?          | 1            | 0            | ?            | ?            | 0                  | 0                  | 0                  | 0                  | 4        | 0      | 0+          | 0+         |
| A. Minoia     | 11       | 0       | ?           | ?          | 1            | 0            | ?            | ?            | 0                  | 0                  | 0                  | 0                  | 12       | 0      | 0+          | 0+         |
| G. Morini     | 11       | 0       | ?           | ?          | 4            | 0            | ?            | ?            | 1                  | 0                  | ?                  | ?                  | 16       | 0      | ?           | ?          |
| F. Navazzotti | 1        | -0      | ?           | ?          | 0            | -0           | 0            | 0            | 0                  | -0                 | 0                  | 0                  | 1        | -0     | 0+          | 0+         |
| W. Novellino  | 28       | 2       | ?           | 1          | 5            | 0            | ?            | ?            | 2                  | 0                  | ?                  | ?                  | 35       | 2      | ?           | 1+         |
| A. Rigamonti  | 10       | -7      | ?           | ?          | 0            | -0           | 0            | 0            | 0                  | -0                 | 0                  | 0                  | 10       | -7     | 0+          | 0+         |
| F. Romano     | 23       | 1       | ?           | ?          | 3            | 0            | ?            | ?            | 1                  | 0                  | ?                  | ?                  | 27       | 1      | ?           | ?          |